# Nitin Gadkari

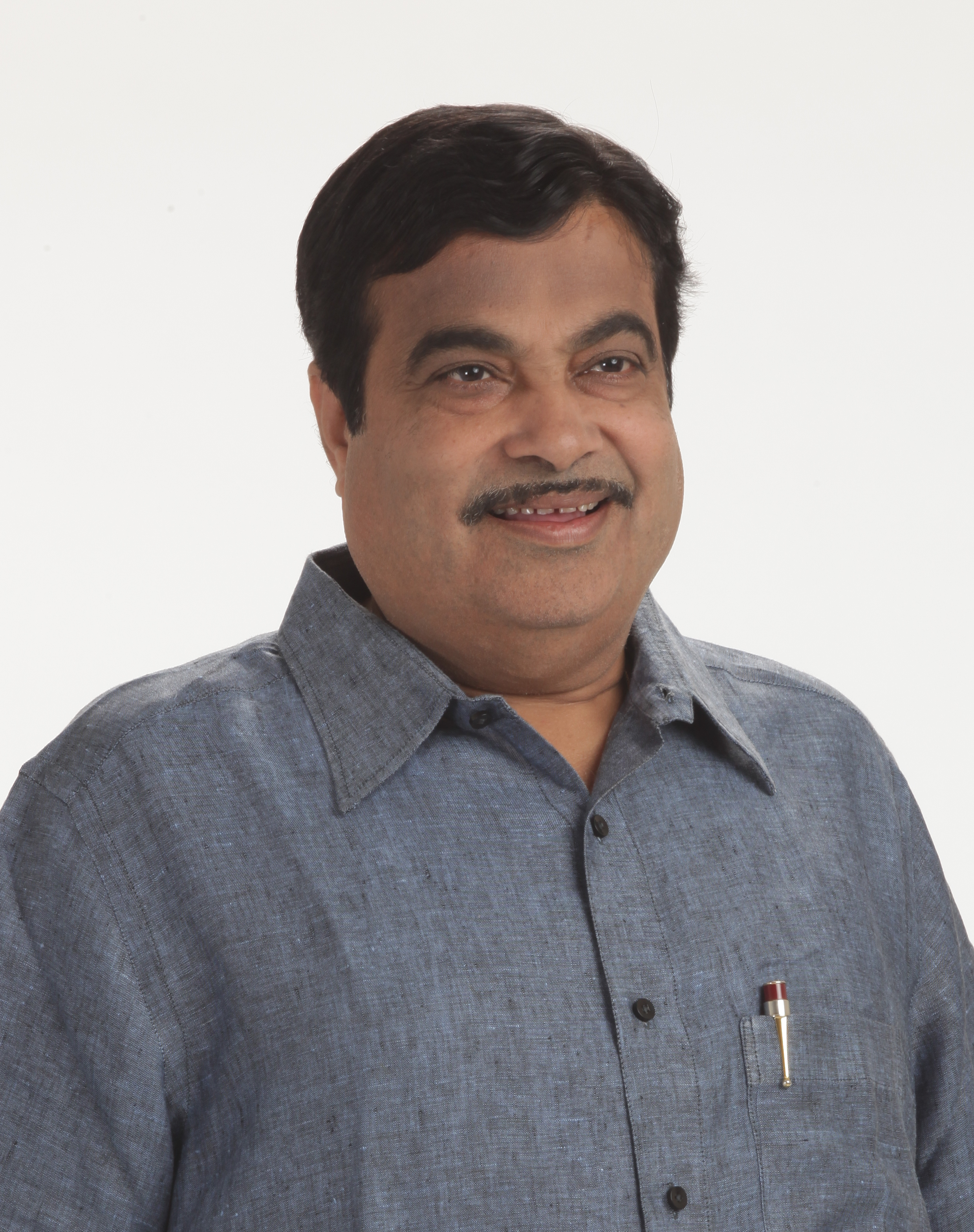
Nitin Gadkari (2012)

Nitin Gadkari (Marathi नितीन गडकरी, * 27. Mai 1957 in Nagpur) ist ein indischer Politiker.

## Biografie
Nitin Gadkari wurde in Nagpur, dem Hauptort der Region Vidarbha im damaligen Bundesstaat Bombay (heute Maharashtra) geboren. Seine Eltern waren Jairam Gadkari und Bhanutai Gadkari. In seinen Jugendjahren wurde Gadkari freiwilliger Mitarbeiter (swayamsevak) in der hindunationalistischen Kaderorganisation Rashtriya Swayamsevak Sangh (RSS) und im Jahr 1976 Mitglied des Akhil Bhartiya Vidyathi Parishad (ABVP), der Studentenorganisation der späteren Bharatiya Janata Party (BJP). Er besuchte das G.S. Commerce College der Universität Nagpur und das University College of Law in Nagpur, wo er den Grad eines Bachelor of Commerce (B.Com.) und eines Bachelor of Laws (LL.B.) erwarb. Noch während seiner Studienzeit wurde er 1981 Präsident der Bharatiya Janata Yuva Morcha (BJYM), der Jugendorganisation der BJP, in Nagpur.
1989 bis 2014 war er Mitglied im Legislativrat (dem Oberhaus) von Maharashtra (darunter 1999 bis 2005 als Oppositionsführer). 1995 bis 1999 war er Minister für Öffentliche Arbeiten in der Regierung von Maharashtra unter Chief Minister Manohar Joshi in einer Koalitionsregierung aus Shiv Sena und BJP. Während seiner Amtszeit wurde der Mumbai-Pune Expressway erbaut. In den Jahren 2004 bis 2009 war Gadkari Parteipräsident der BJP im Bundesstaat Maharashtra und vom 19. Dezember 2009 bis zum 23. Januar 2013 Parteipräsident der BJP ganz Indiens. Im Jahr 2012 gab es Gerüchte, dass Gadkari ab 2013 eine zweite Amtszeit als BJP-Parteipräsident antreten werde, und dies wurde durch den RSS befürwortet. Letztlich verzichtete Gadkari jedoch zugunsten von Rajnath Singh auf die Kandidatur, nachdem Vorwürfe von Steuerhinterziehung gegen ihn erhoben worden waren und es zu innerparteilichen Streitigkeiten gekommen war. Gadkaris Kritiker stellten die Frage, wie der aus einfachen Mittelklasse-Verhältnissen stammende Gadkari zum Eigentümer und Anteilseigner mehrerer Unternehmen werden konnte. Außerdem wurde ihm ein uninspirierender Führungsstil vorgeworfen, mit dem die BJP unmöglich die Wahlen im folgenden Jahr 2014 gewinnen könne.
Bei der Parlamentswahl in Indien 2014 wurde er im Wahlkreis 10-Nagpur in die Lok Sabha gewählt. Ab dem 27. Mai 2014 war er im Kabinett Modi I Minister für Straßentransport und Autobahnen, vom 4. Juni bis 9. November 2014 Minister für ländliche Entwicklung, Panchayati Raj und Trinkwasser und Sanitäranlagen und ab dem 3. September 2017 Minister für Wasserressourcen, Flussentwicklung und die Ganges-Wiederbelebung.
Als besondere politische Schwerpunkte hat sich Gakari die Entwicklung der Landwirtschaft, die effiziente Nutzung der Wasserressourcen und die Entwicklung grüner, erneuerbarer Technologien gesetzt. Seiner Heimatstadt Nagpur und Heimatregion Vidarbha blieb Gadkari stets verbunden und er sprach sich 2013 als BJP-Parteipräsident für die Schaffung eines eigenen Bundesstaats Vidarbha durch Abtrennung von Maharashtra aus.
Bei der Parlamentswahl in Indien 2019 wurde Gadkari erneut im Wahlkreis 10-Nagpur in die Lok Sabha gewählt und erhielt anschließend im Kabinett Modi II den Posten eines Kabinettsministers für Land- und Wasserstraßenverkehr sowie für Kleine und Mittlere Unternehmen.

## Privates
Gadkari ist seit 1984 mit Kanchan Gadkari verheiratet, mit der er zwei Söhne (Nikhil und Sarang) und eine Tochter (Ketki) hat. Im Dezember 2016 machten die opulenten Hochzeitsfeierlichkeiten seiner Tochter in der indischen Presse von sich reden. Nach Presseberichten waren mehr als 10.000 Gäste geladen, die mit mehr als 50 Charterflügen nach Nagpur eingeflogen wurden. Nitin Gadkari bestritt diese Zahlen und nannte sie „ohne Basis“ und „bösartig“. In den letzten 24 Stunden vor dem Hochzeitstermin seien nur 10 Charterflüge auf dem Flughafen Nagpur gelandet. Als private Hobbys und Freizeitaktivitäten gibt Gadkari Musikhören und Cricketspiel an.